# Табакини
Табакини (груз. ტაბაკინი) — село в Грузии. Находится в Клдеетском совете Зестафонского муниципалитета края Имеретия.

## География
Расположен в ущелье реки Аджамура (левый приток р. Квирила). Высота над уровнем моря 380 м, расстояние от г. Зестафони 7 км. По данным переписи населения 2014 года, проживающих в деревне 754 человек. В селе стоит памятник грузинской архитектуры Табакинский монастырь.

## Происхождение названия
Предположительно название деревни связано со строительством монастыря. Местные жители угощали строителей монастыря едой на коротконогом столе — табаке. «Табаки несут» — прокрикивали строители, и это прокрикивание послужило названием старой деревни.